# 布利斯和博恩
布利斯和博恩（法語：Blis-et-Born，法語發音：[blis e bɔʁn]）是法国多尔多涅省的一个旧市镇，位于该省中东部，属于佩里格区。2017年1月1日，布利斯和博恩和相邻的另外5个市镇合并为新市镇巴西亚克和欧布罗什（Bassillac et Auberoche）。

## 地理
布利斯和博恩（45°10'51"N, 0°54'27"E）面积20.2 平方千米，位于法国新阿基坦大区多爾多涅省，该省份为法国西南部内陆省份，是法國本土面积第三大的省，大致对应佩里戈尔地区，北起顺时针与夏朗德省、上维埃纳省、科雷兹省、洛特省、洛特-加龙省、吉倫特省和滨海夏朗德省接壤。
与布利斯和博恩接壤的市镇（或旧市镇、城区）包括：勒尚日、圣安托万多布罗什、米亚克多布罗什、埃利亚克。
布利斯和博恩的时区为UTC+01:00、UTC+02:00（夏令时）。

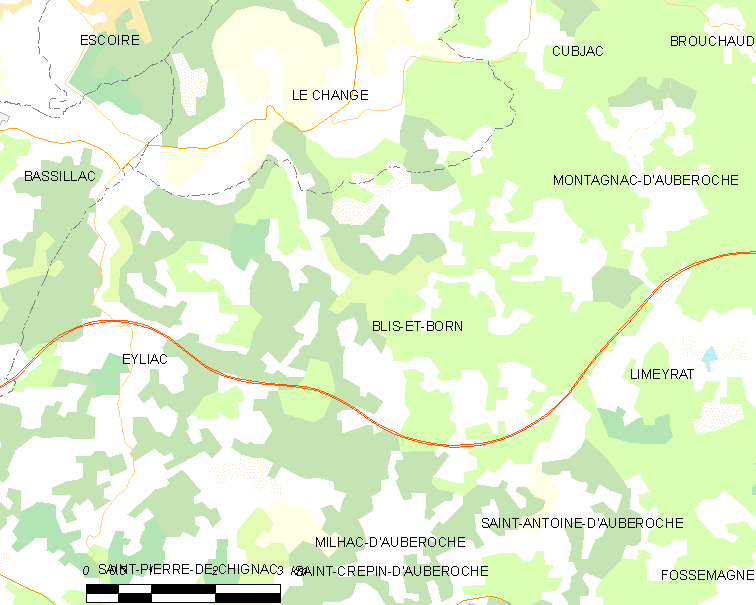
布利斯和博恩的OSM定位图

## 行政
布利斯和博恩的邮政编码为24330，INSEE市镇编码为24044。

## 政治
布利斯和博恩所属的省级选区为上黑色佩里戈尔县。

## 人口

1962-2008年间布利斯和博恩人口变化图示

布利斯和博恩于2018年1月1日时的人口数量为476人。